# Selección Canina
Selección Canina es una película mexicana de comedia deportiva en animación CGI, producida por Verónica Arceo y Ricardo Arnaiz, y dirigida por Carlos Pimentel y Nathan Sifuentes. La película está producida por Animex Producciones (con el nombre de su división Nahuala Films), Imagination Films y Clustertim.
Cuenta con las actuaciones de Fernando Luján, Plutarco Haza, Raúl Araiza, Maite Perroni, Pierre Angelo, Sergio Corona, Manuel "El Loco" Valdés y Gaspar Henaine "Capulina", así como las de los futbolistas mexicanos Jorge Campos, Alberto García Aspe, Luis Roberto Alves "Zague" y Germán Villa, así como José Ramón Fernández, Enrique "El Perro" Bermúdez de la Serna y Christian Martinoli como comentaristas de fútbol.
Distribuida por Gussi Cinema, la película tuvo su estreno mundial en el 22° Festival de Cine Latino de San Diego en San Diego, California, Estados Unidos, el 18 de marzo de 2015. La película se estrenó el 24 de abril de 2015.

## Argumento
Después de otro fracaso más que pone en riesgo su clasificación al Torneo de la CONCACAN, la Selección Mexicanina cambia de Director Técnico. El elegido para tomar el mando del equipo es el veterano Bernardo “Profe” Lapata, uno de los jugadores estrella que hace muchos años casi lleva al triunfo a la Selección en su mejor torneo en la historia, junto con dos grandes compañeros: Cañón Colmillo y Lobo Perreda.
Lapata decide convocar sangre nueva a la Selección y así se encuentra por accidente con Polo y Juancho, dos estupendos delanteros amateurs unidos por algo más que el fútbol. El gran talento futbolístico de Polo y Juancho llevarán a la Selección a la gran final de la Copa Canina, pero ambos tendrán que vencer sus grandes egos y personalismo para aprender a jugar en equipo y así conseguir la anhelada Copa.

## Reparto
| Personaje                      | Actor de voz                   |                                |                                |
| Selección Mexicanina de Futbol | Selección Mexicanina de Futbol | Selección Mexicanina de Futbol | Selección Mexicanina de Futbol |
| ------------------------------ | ------------------------------ | ------------------------------ | ------------------------------ |
| Juancho Perreda                | Raúl Araiza                    |                                |                                |
| Polo Colmillo                  | Plutarco Haza                  |                                |                                |
| Profe Bernardo Lapata          | Fernando Luján                 |                                |                                |
| Brody                          | Jorge Campos                   |                                |                                |
| Guau                           | Gabo Villar                    |                                |                                |
| Matador                        | Gabo Villar                    |                                |                                |
| Cachorrito (14)                | Octavio Goyri                  |                                |                                |
| Fofo                           | Gilberto Brenis                |                                |                                |
| Giocani                        | Luis Tamariz                   |                                |                                |
| Gercán                         | Germán Villa                   |                                |                                |
| Lobo Perreda                   | Manuel "El Loco" Valdés        |                                |                                |
| Perralta                       | Oribe Peralta                  |                                |                                |
| Garciaste                      | Alberto García Aspe            |                                |                                |
| Galguinho                      | Luis Roberto Alves "Zague"     |                                |                                |
| Cañón Colmillo                 | Sergio Corona                  |                                |                                |
| Firu                           | Carlos Pimentel Jr.            |                                |                                |
| Comentaristas y Reporteros     |                                |                                |                                |
| Perro Bermudas                 | Enrique "El Perro" Bermúdez    |                                |                                |
| Maite Terranova                | Maite Perroni                  |                                |                                |
| Hans Brokenbauer               | Blas García                    |                                |                                |
| José Perrón                    | José Ramón Fernández           |                                |                                |
| Mastinoli                      | Christian Martinoli            |                                |                                |
| Otros Personajes               |                                |                                |                                |
| Doctor Ferroni                 | Arturo Mercado                 |                                |                                |
| Chacal Trinquetes              | Pierre Angelo                  |                                |                                |
| Presidente Plateas             | Gaspar "Capulina" Henaine      |                                |                                |